# Bubble Yum
Bubble Yum là nhãn hiệu kẹo cao su thổi bong bóng được hãng The Hershey Company bày bán. Do Life Savers giới thiệu vào năm 1975, kẹo cao su thổi bong bóng là loại kẹo cao su thổi  bóng mềm đầu tiên được tạo ra. Loại kẹo này do một bà nội trợ ở Fisk, Missouri tạo ra rồi đặt tên cho nó là "kẹo cao su thổi bong bóng". Cô đưa một số thanh kẹo cho con mình để đi học. Cô nhanh chóng bán công thức chế loại kẹo này cho bộ phận làm kẹo của Life Savers ở St. Louis.

## Lịch sử
Năm 1977, tin đồn bắt đầu lan truyền rằng bí mật mềm, dễ nhai của kẹo cao su là có thêm trứng nhện. Công ty Life Savers đã giải quyết vấn đề này bằng một bài phản bác toàn trang chính thức được đăng trên các tờ báo nổi tiếng của Mỹ (bao gồm cả The New York Times), nhằm xua tan tin đồn và khôi phục niềm tin của công chúng.  Doanh số bán kẹo cao su nhanh chóng vượt qua doanh số bán kẹo Life Savers và nó trở thành thương hiệu kẹo cao su thổi bong bóng phổ biến nhất. Nabisco đã mua Life Savers vào năm 1981 và hãng The Hershey Company mua lại thương hiệu Bubble Yum vào năm 2000.

## Linh vật
Linh vật chính thức của Bubble Yum là Floyd D. Duck, nhân vật con vịt ăn mặc theo kiểu punk hình người.